# Csókolom
A Csókolom 1993-ban alakult magyar alternatív együttes.
Az együttes meghatározó egyénisége a fotós-filmes-szövegíró-énekesnő Ujj Zsuzsi. A nyers, hol rockos, hol reggaes, hol balladás hangzás gyönyörű alapként szolgál a hol melankolikus, hol ironikus, hol felkavaróan dühödt szövegeknek: "Férfi nélkül nem nő a nő, csak vérszegény szobanövény..."
A zenekar másik alapító tagja Tóth Zoltán (Spenót), a zenekar vezetője, annak idején megfordult a Spenót, Embersport, Flash, Európa Kiadó, Ági és a Fiúk zenekarokban is, míg végül 1992-93-ban Zsuzsival és Zalka Imrével együtt megalapították a Csókolom zenekart.

## Tagok
- Ujj Zsuzsi – ének, szöveg
- Tóth Zoltán (Spenót együttes) – gitár
- Géresi László – basszusgitár
- Neményi Zsolt – dob
- Tóth Márton – billentyűk
- T.G. Lupin – billentyűk, lemezek, perka

## Diszkográfia
| Év   | Album címe                  |
| ---- | --------------------------- |
| 1993 | 202–1831                    |
| 1995 | Csókolom a Liget galériában |
| 1999 | Csókolom 2000               |
| 2006 | Repeta                      |

## További információ
- A zenekar honlapja
- A zenekar Youtube oldala
- A zenekar Facebook oldala